# ジョン・プレンダーガスト＝スミス (初代ゴート子爵)
初代ゴート子爵ジョン・プレンダーガスト＝スミス（英語: John Prendergast-Smyth, 1st Viscount Gort、出生名ジョン・スミス（John Smyth）、1742年 – 1817年5月23日）は、アイルランド王国出身の政治家、貴族。

## 生涯
チャールズ・スミスとエリザベス・プレンダーガスト（Elizabeth Prendergast、初代準男爵サー・トマス・プレンダーガストの娘）の息子として、1742年に生まれた。1760年9月23日に母の兄弟にあたる第2代準男爵サー・トマス・プレンダーガストが死去すると、その遺産を継承するとともに姓をプレンダーガストに改めた。1785年1月14日に兄トマス・スミスが死去すると、「スミス」を改めて姓に加え、「プレンダーガスト＝スミス」姓を名乗った。
1776年から1783年までカーロウ・バラ選挙区の、1785年から1797年までリメリック・シティ選挙区の代表としてアイルランド庶民院議員を務めた。
1810年5月15日、アイルランド貴族であるゴールウェイ県におけるゴートのキルタートン男爵に叙され、1816年1月22日に同じくアイルランド貴族であるゴールウェイ県におけるゴート子爵に叙された。2つの爵位ともに初代子爵の男系子孫が断絶した場合、姉妹ジュリアナ（1811年7月13日没）の息子にあたるチャールズ・ヴェレカーおよびその子孫に継承権を与える特別残余権（special remainder）が規定された。
1812年から1817年までゴールウェイ県総督を務めた。
1817年5月23日に生涯未婚のまま死去、特別残余権に基づきチャールズ・ヴェレカーが爵位を継承した。